# Culcheath and Glazebury
Culcheath and Glazebury est une paroisse civile du Cheshire, en Angleterre.